# Großsteingrab Fagerhøjgård
Das Großsteingrab Fagerhøjgård ist eine megalithische Grabanlage der jungsteinzeitlichen Nordgruppe der Trichterbecherkultur im Kirchspiel Ferslev in der dänischen Kommune Frederikssund.

## Lage
Das Grab liegt östlich von Venslev Huse und nordwestlich des Hofs Fagerhøjgård auf einem Feld. In der näheren Umgebung gibt bzw. gab es zahlreiche weitere megalithische Grabanlagen.

## Forschungsgeschichte
In den Jahren 1932 und 1942 führten Mitarbeiter des Dänischen Nationalmuseums Dokumentationen der Fundstelle durch. Eine weitere Dokumentation erfolgte 1989 durch Mitarbeiter der Forst- und Naturbehörde.

## Beschreibung
Die Anlage besitzt eine sehr große nord-südlich orientierte rechteckige Hügelschüttung, über deren Maße unterschiedliche Angaben vorliegen. Der Bericht von 1932 nennt eine Länge von etwa 80–90 m, eine Breite von etwa 15–16 m und eine Höhe von 1,5–1,65 m. Der Bericht von 1942 nennt hingegen nur eine Länge von 60 m, eine Breite von etwa 10–12 m und eine Höhe von 1,5 m. Von der Umfassung waren 1942 noch acht Steine an der westlichen und zwei an der östlichen Langseite sowie ein Stein an der südlichen Schmalseite erhalten. 1989 konnten nur noch fünf Steine an der Westseite sicher als Umfassungssteine bestimmt werden.
Etwa 10 m vom Südende des Hügels sind fünf Steine erkennbar, von denen sich mindestens drei als Wandsteine einer Grabkammer identifizieren lassen. Form, Größe und Typ der Kammer sind unbekannt.